# Annet Chemengich Chelangat
Pour les articles homonymes, voir Chelangat.
Annet Chemengich Chelangat, née le 29 juillet 1993, est une coureuse de fond ougandaise. Elle a remporté la médaille d'argent de l'épreuve de montée et descente aux championnats du monde de course en montagne et trail 2022 et est championne d'Ouganda de course en montagne 2021.

## Biographie
Après deux saisons passées loin des compétitions en raison de la pandémie de Covid-19, Annet Chemengich Chelangat décide de se relancer en prenant part aux championnats d'Ouganda de course en montagne le 25 septembre 2021 à Kapchorwa. Elle réalise une excellente course pour décrocher le titre.
Le 6 novembre 2022, elle prend le départ de l'épreuve de montée et descente des championnats du monde de course en montagne et trail à Chiang Mai. Avec ses compatriotes Rebecca Cheptegei et Rispa Cherop, elle forme un groupe de tête seulement suivi par l'Américaine Allie McLaughlin. Tandis que Rebecca Cheptegei fonce vers le titre en dictant le rythme, Annet Chemengich Chelangat parivent à se défaire d'Allie McLaughlin pour s'assurer de la médaille d'argent. Leur compatriote Rispa Cherop craque et abandonne, les privants d'une médaille au classement par équipes.
Le 18 février 2023, elle prend part aux championnats du monde de cross-country à Bathurst. Elle se classe treizième et remporte la médaille de bronze au classement par équipes.

## Palmarès

### Route/cross
| Année | Compétition                               | Lieu     | Place | Épreuve       | Performance     |
| ----- | ----------------------------------------- | -------- | ----- | ------------- | --------------- |
| 2021  | 15 km d'Istanbul                          | Istanbul | 2e    | 15 kilomètres | 50 min 26 s     |
| 2022  | Semi-marathon de Kampala                  | Kampala  | 2e    | Semi-marathon | 1 h 12 min 59 s |
| 2023  | Championnats du monde de cross-country    | Bathurst | 13e   | Cross-country | 35 min 8 s      |
| 2023  | Championnats du monde de course sur route | Riga     | 16e   | Semi-marathon | 1 h 10 min 16 s |
| 2024  | Championnats du monde de cross-country    | Belgrade | 16e   | Cross-country | 32 min 56 s     |
| 2025  | Semi-marathon de Séville                  | Séville  | 2e    | Semi-marathon | 1 h 8 min 12 s  |

### Piste
| Année | Compétition     | Lieu  | Place | Épreuve  | Performance    |
| ----- | --------------- | ----- | ----- | -------- | -------------- |
| 2024  | Jeux olympiques | Paris | 21e   | 10 000 m | 31 min 50 s 41 |

### Course en montagne
| no | féminin           | Course                                                           | Longueur | Départ            | Temps       |
| -- | ----------------- | ---------------------------------------------------------------- | -------- | ----------------- | ----------- |
|    | Médaille d'or     | Championnats d'Ouganda de course en montagne                     | 12,5 km  | 25 septembre 2021 | 51 min 10 s |
| 2e | Médaille d'argent | Championnats du monde de course en montagne - Montée et descente | 11,2 km  | 6 novembre 2022   | 46 min 52 s |

## Records
| Épreuve       | Performance    | Date            | Lieu     |
| ------------- | -------------- | --------------- | -------- |
| 3 000 mètres  | 9 min 44 s 11  | 22 mai 2021     | Kampala  |
| 5 000 mètres  | 16 min 10 s 58 | 8 mai 2021      | Kampala  |
| 10 000 mètres | 31 min 50 s 41 | 9 août 2024     | Paris    |
| 10 kilomètres | 30 min 38 s    | 2 juin 2024     | Madrid   |
| 15 kilomètres | 50 min 26 s    | 7 novembre 2021 | Istanbul |
| Semi-marathon | 1 h 8 min 12 s | 26 janvier 2025 | Séville  |